# Pachyplichas jagmi
Lo scricciolo zampegrosse dell'Isola del Nord o scricciolo zampegrosse settentrionale (Pachyplichas jagmi Millener, 1988) è un uccello passeriforme estinto della famiglia degli Acanthisittidae.

## Etimologia
Il nome scientifico della specie, yaldwyni, rappresenta un omaggio a John A. Grant-Mackie, allora professore di geologia all'università di Auckland, del quale sono state prese le iniziali di nome e cognome (J-A-G-M).

## Descrizione
La specie è nota per una ventina di reperti allo stato subfossile (più un'altra quarantina di reperti di dubbia attribuzione): da questi risulta una grande somiglianza con l'affine scricciolo zampegrosse dell'Isola del Sud, a sua volta simile a uno scricciolo di roccia, rispetto alla quale la specie settentrionale era più piccola: caratteristica di questi uccelli erano le ali corte e dalla muscolatura poco sviluppata (molto verosimilmente la specie era incapace di volare) e le grandi zampe allungate e molto muscolose.

## Biologia
Si trattava molto probabilmente di uccelli diurni e terricoli, che rinvenivano il proprio cibo (rappresentato in massima parte da insetti ed altri piccoli invertebrati) al suolo: essendo stati rinvenuti i loro resti in compagnia di quelli degli altri acantisittidi presenti nello stesso areale, è verosimile pensare che questi uccelli occupassero una nicchia ecologica differente per evitare la competizione interspecifica, ma allo stato attuale delle conoscenze non è ancora possibile determinare con precisione quale essa fosse.

## Distribuzione e habitat
Come intuibile dal nome comune, lo scricciolo zampegrosse dell'Isola del Nord era endemico dell'Isola del Nord: questi uccelli vissero a cavallo fra il tardo Pleistocene e l'Olocene, popolando principalmente le foreste di podocarpi delle aree pianeggianti e pedemontane.
I resti di questi uccelli sono stati rinvenuti in vari siti del centro-ovest e lungo la costa sud-orientale dell'isola.

## Estinzione
Molto verosimilmente la scomparsa di questi uccelli è legata all'arrivo in Nuova Zelanda dei coloni polinesiani e soprattutto del ratto polinesiano al loro seguito, la cui introduzione accidentale ha avuto effetti disastrosi sugli uccelli della Nuova Zelanda.